# Парламентарни избори у Уједињеном Краљевству 1945.
На парламентарним изборима у Уједињеном Краљевству одржаним 5. јула 1945. победили су лабуристи и њихов лидер Клемент Атли је на месту премијера заменио Винстона Черчила.
Они избори су одржани мање од два месеца после дана победе у Другом светском рату. Претходни општи избори су оджани 1935. а нови општи избори су били суспендовани током Другог светског рата до 1945.
Резултати избора су објављени 26. јула.